# 마르크 크레인
마르크 그리고리예비치 크레인(러시아어: Марк Григо́рьевич Крейн, 우크라이나어: Марко́ Григо́рович Крейн 마르코 그리고로비치 크레인[*], 1907–1989)은 소비에트 연방의 수학자다. 함수해석학과 연산자 이론, 수리물리학에 공헌하였다.

## 같이 보기
- 크레인-밀만 정리